# Габор Зомборі
Габор Зомборі (угор. Gábor Zombori, 8 жовтня 2002) — угорський плавець.
Учасник Олімпійських Ігор 2020 року, де в попередніх запливах на дистанції 400 метрів вільним стилем посів 18-те місце і не потрапив до фіналу. В естафеті 4x200 метрів вільним стилем його збірну дискваліфіковано.